# Ramón Villar Ponte
Ramón Villar Ponte (Vivero, 10 de julio de 1890 - La Coruña, 14 de septiembre de 1953), también conocido como Ramón Vilar Ponte, fue uno de los más importantes ensayistas de las Irmandades da Fala, junto a su hermano Antón.

## Trayectoria

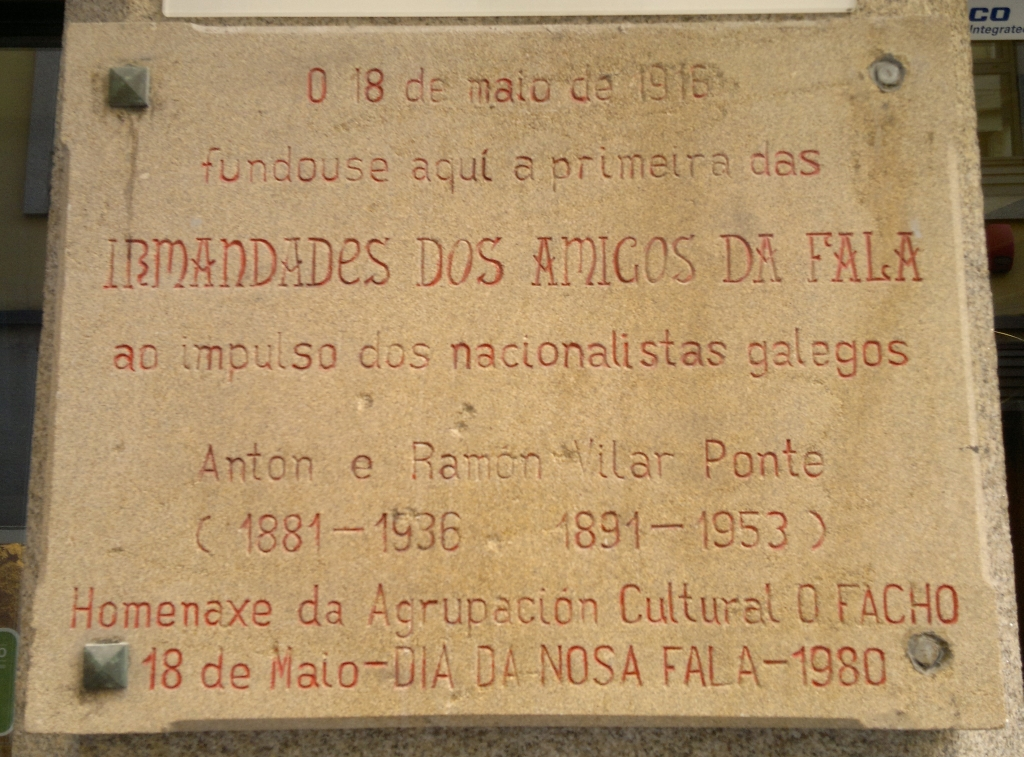
Se fundó aquí…. Placa en La Coruña.

Hizo el bachillerato por libre y se examinó en el Instituto de Lugo. Inició sus estudios en la Universidad de Santiago de Compostela para después terminar Filosofía y Letras en la Universidad de Madrid entre 1912 y 1916, regresando a Galicia tras licenciarse. Se dedicó profesionalmente a la enseñanza personal y al periodismo. En 1919 se casó con Teresa Chao Maciñeira, cuñada de su hermano. En 1921 accedió a la dirección del periódico ferrolano El Correo Gallego; fue correspondiente de El Sol y La Voz de Madrid y colaboró también en Galicia y El Pueblo Gallego de Vigo.

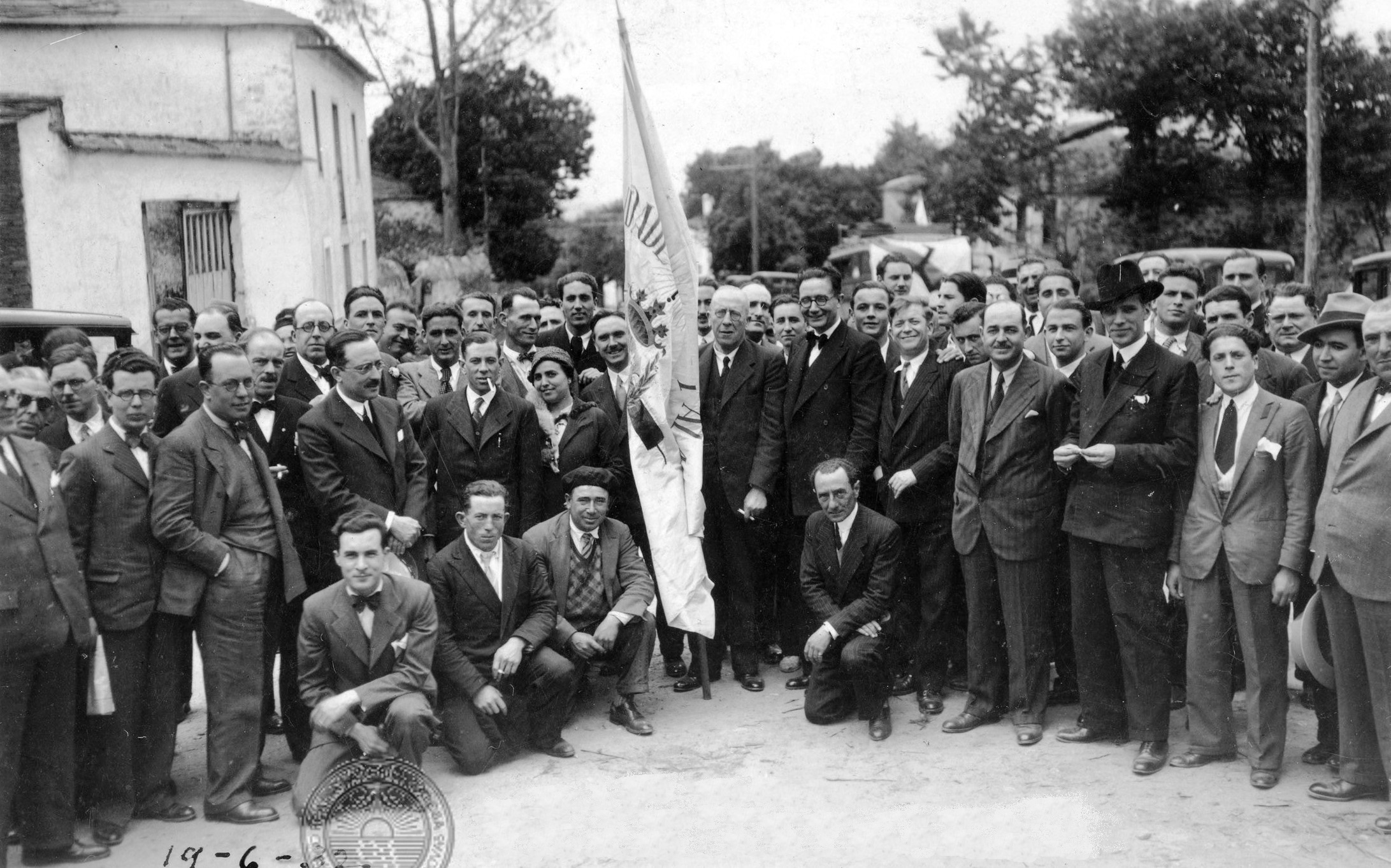
19 de junio de 1932. En esta foto de grupo aparecen, entre otros: Ramón Villar Ponte, Fernández del Riego, Antón Villar Ponte, Plácido Castro, Otero Pedrayo, Ramón Rodríguez Somoza, Manuel Beiras, Manuel Lugrís, Castelao, Suárez Picallo, Carlos Maside y Alexandre Bóveda.

Organizó, junto con Jaime Quintanilla, las Irmandades da Fala de Ferrol y fue el redactor de sus boletines. En 1921 el grupo de Ferrol fundó la Editorial Céltiga, la primera editorial nacionalista en la que Ramón era gerente. En 1922 se trasladó a Vivero donde creó el grupo nacionalista como Subdelegación de la Delegación de la ING en Ferrol. En 1927 ingresó en el Seminario de Estudios Gallegos.
Con la proclamación de la Segunda República fue alcalde de Vivero de abril a octubre de 1931 representando a la ORGA. No obstante, tras dejar la alcaldía acabó entrando en el Partido Galleguista en 1932.
En 1936 culminó la iniciativa de su hermano Antón con la fundación, en Santiago de Compostela, de la Asociación de Escritores de Galicia.
Ingresó en la Real Academia Gallega en 1951 con un discurso titulado "La Generación del 16".
Los fondos de la biblioteca de Ramón Villar Ponte y de su hermano Antón están en el Parlamento de Galicia desde el año 2001, cuando fueron adquiridos junto con su archivo personal. La colección está compuesta por 1216 volúmenes de manuales y alberga además 43 títulos de revistas, junto con obras propias y un importante conjunto de documentación de carácter político, especialmente referido a la actividad de los partidos galleguistas antes de la guerra civil. Destacan cerca de cien títulos impresos antes de 1900, entre los que hay obras del Padre Feijoo y algunas primeras ediciones de las de Manuel Murguía.

## Obra
- Doctrina nazonalista (Ferrol, 1921, El Correo Gallego), con prólogo de José Puig y Cadafalch.
- El sentimiento nazonalista y el internazonalismo (discurso de ingreso en el SEG), publicado en 1929 como serie de artículos en A Nosa Terra.
- Historia sintética de Galicia, La Coruña, 1927.
- Breviario de la autonomía, Santiago, 1933.
- Nicomedes Pastor Díaz, una existencia ejemplar.

### Traducciones
- Teatro irlandés. Dos folk-dramas de W. B. Yeats (con Ramón Villar Ponte y P. R. Castro), Santiago, 1935.